# ديفيد ريتشاردسون
ديفيد ريتشاردسون (بالإنجليزية: David Richardson)‏ هو سياسي أمريكي، ولد في 25 أبريل 1957 في هيوستن في الولايات المتحدة. حزبياً، نشط في الحزب الديمقراطي. وقد انتخب عضو مجلس نواب فلوريدا.